# Abu Mena
Abu Mena (ou Abu Mina) foi uma cidade, um complexo monástico e um centro de peregrinação do Egipto antiquo-tardio. É um dos locais cristãos mais velhos do Egipto. A igreja, as basílicas, os edifícios públicos, as ruas, os mosteiros, as casas e as oficinas nesta cidade santa de Abu Mena foram construídos sobre o túmulo do mártir Menas de Alexandria. O local foi colocado na lista de Património Mundial da UNESCO em 1979, mais tarde colocado na lista do Patrimônio Mundial em perigo, em 2001 e está muito perto Novo Mosteiro de St. Mina em Mariut.

## História
Menas de Alexandria foi martirizado em meados do século III ou IV. Diz-se que o corpo sem vida de Menas foi levado de Alexandria num camelo. A um ponto da viagem diz-se que o camelo recusou-se a continuar, apesar de todos os esforços. Isto foi tomado como um sinal de vontade divina, e assim foi nesse local que o corpo foi enterrado.
A maioria das versões históricas sobre a localização do túmulo foram então esquecidas até a sua redescoberta, considerada milagrosa, por um pastor local. Desde o sinaxário etíope (EAW Budge, trad.):
 E Deus quis revelar o [local do] corpo de São Menas. E havia naquele deserto um certo pastor, e um dia uma de suas ovelhas estava sofrendo da doença da crosta, e ela foi àquele lugar, e mergulhou na água da pequena fonte que estava perto do lugar, e nela rolava, e ali foi curada imediatamente. E quando o pastor viu tal coisa, e entendeu o milagre, admirou muito e ficou surpreso. E depois que ele usou para tirar um pouco da poeira, e misturá-la com água e esfrega-la sobre as ovelhas que estavam estavam doentes com a crosta, foram assim logo curadas. E isso ele costumava fazer em todos os momentos, e ele curou todos os doentes que vieram a ele por este meio.
Os poderes de cura das palavras do pastor se espalharam rapidamente. O sinaxário descreve Constantino I enviando sua filha doente ao pastor para ser curado, e atribui a ela o encontrar o corpo de Menas ", depois que Constantino ordenou a construção de uma igreja no local.
Em fins do século IV o sítio já se havia tornado um importante centro de peregrinação para cristãos, que procuravam cura para as suas doenças e outros milagres.
Durante o reinado de Arcádio, um arcebispo notou que as multidões transbordavam a pequena igreja. Deu-se uma expansão das instalações, uma das três que ocorreram. Em fins do período antiquo-tardio, Abu Mena tinha-se tornado o principal centro de peregrinação do Egipto.
Em meados do século VII a cidade foi destruída pela Expansão islâmica.